# Arje Nechemkin

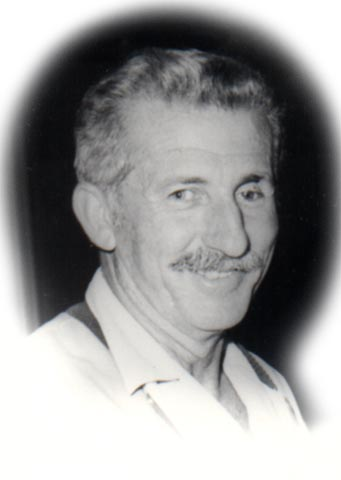
Arje Nechemkin

Arje Nechemkin (hebräisch אַרְיֵה נֵחֶמְקִין Arjeh Nechemqīn; * 2. November 1925 in Nahalal; † 24. November 2021 ebenda) war ein israelischer Politiker (HaMaʿarach).

## Leben
Von  1943 bis 1948 war er Mitglied der Haganah. Während des Israelischen Unabhängigkeitskrieges 1948 diente er in der IDF, wobei er den Rang eines Oberstleutnants erwarb. Er war von 1959 bis 1960 Mitglied des Wirtschaftskomitees der genossenschaftlichen Moschav-Bewegung Tnuʿat haMoschavim (hebräisch תְּנוּעַת הַמּוֹשָׁבִים). Dabei war er Leiter seiner Wirtschaftsabteilung zwischen 1965 und 1967. Anschließend wurde er Sekretär der Moschav-Bewegung zwischen 1970 und 1981. 1981 wurde er in die Knesset als Abgeordneter von HaMaʿarach gewählt. Er wurde bei den Wahlen 1984 bestätigt und war vom 13. September 1984 bis zum 22. Dezember 1988 Landwirtschaftsminister. Bei den Wahlen 1988 verlor er seinen Sitz.
Arje Nechemkin starb im Alter von 96 Jahren in seinem Wohnhaus in Nahalal westlich von Nazareth.